# Langer Tisch

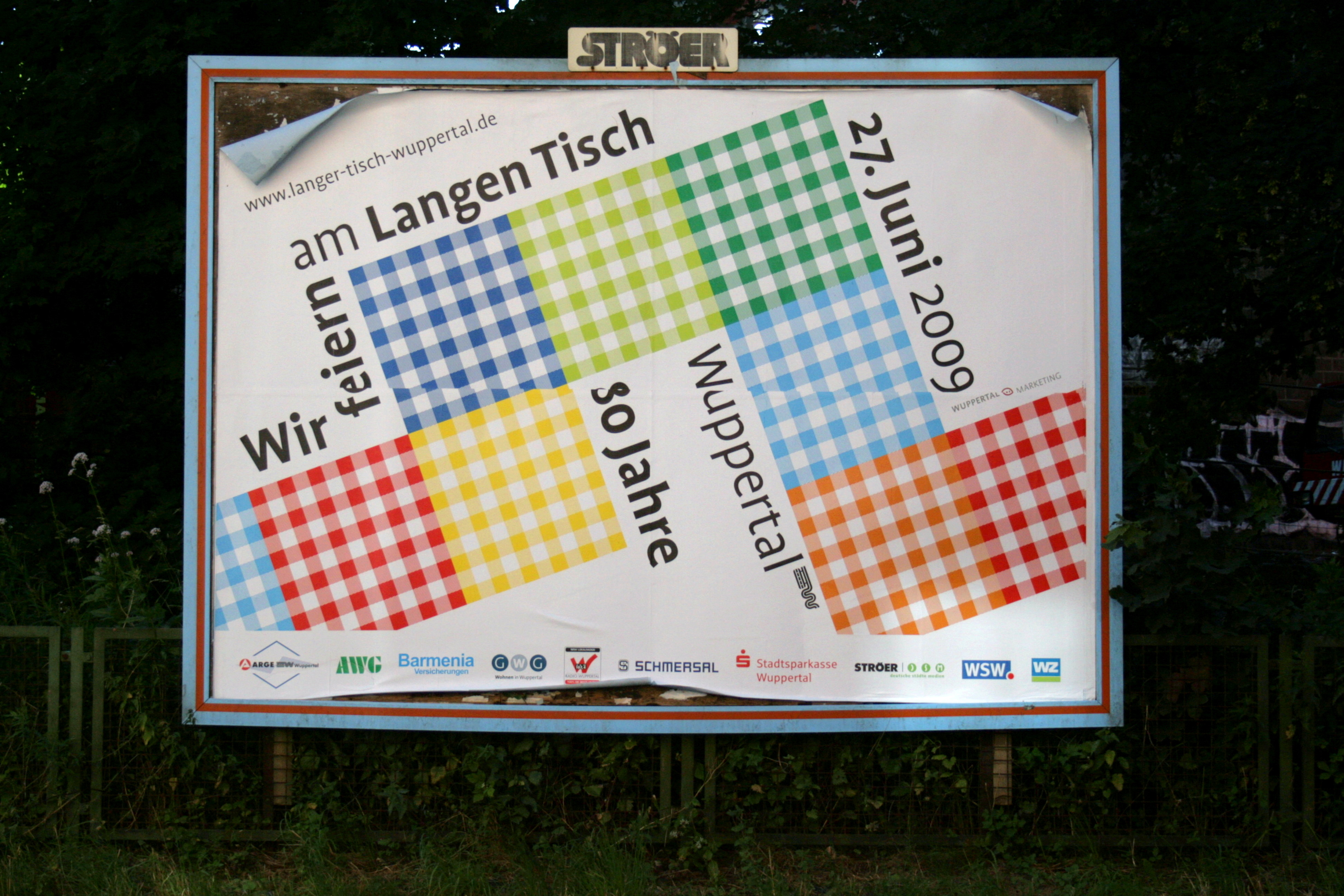
Werbeplakat zum Langen Tisch 2009

Der Lange Tisch ist eine Veranstaltung in Wuppertal, die alle fünf Jahre zum Geburtstag der Stadt veranstaltet wird.
Die Wuppertaler Bürger, Unternehmen und Vereine sind aufgerufen, ihre Tische rauszustellen und so einen langen Tisch vom Stadtteil Vohwinkel im Westen bis nach Oberbarmen im Osten zu bilden. Neben Speisen und Getränken wird auch ein abwechslungsreiches Programm angeboten. An zahlreichen populären Orten sind kleine Bühnen aufgebaut und Straßenkünstler sind auf der 14 Kilometer langen Meile unterwegs. Die Veranstaltung 2009 wurde von rund 320.000 Menschen besucht. Darüber hinaus wurden 2009 600 Gruppen angemeldet, 580 Imbiss- und Getränkestände aufgebaut und 87 Bühnen errichtet. Der lange Tisch 2019 wurde von ca. 200.000 Gästen besucht und verfügte über 200 Stände und zwölf Bühnen.
Der erste Lange Tisch wurde 1989 zum 60-jährigen Bestehen der Stadt Wuppertal veranstaltet und war zunächst als einmaliges Event geplant. Seither findet er jedoch regelmäßig statt. Der Lange Tisch 2014 wurde am 28. Juni und 2019 am 29. Juni veranstaltet. 